# A Flock of Seagulls
A Flock of Seagulls es una banda británica de new wave formada en Liverpool en 1979. El grupo, cuya formación más conocida estaba compuesta por Mike Score, Ali Score, Frank Maudsley y Paul Reynolds, alcanzó la cima de su éxito en las listas a principios de los años 1980.
El grupo tuvo una serie de sencillos de éxito internacional que incluyen "I Ran (So Far Away)" (1982), "Space Age Love Song" (1982), "Wishing (If I Had a Photograph of You)" (1982) y "Cuanto más vives, más amas" (1984). Su vídeo de "I Ran (So Far Away)" se transmitió por MTV durante la Segunda Invasión Británica. La banda ganó un premio Grammy en 1983 por su instrumental "D.N.A." (1982).
En 2018, los miembros de la formación original se reunieron para grabar un álbum con la Orquesta Filarmónica de Praga titulado Ascension. En 2021, la formación original se volvió a reunir temporalmente para grabar otro álbum, esta vez con la Slovenian Symphonic Film Orchestra, titulado String Theory.

## Historia

### 1979–1982: Formación y álbum debut
A Flock of Seagulls (nombre que en español significa Una bandada de gaviotas) se formó en Liverpool, Inglaterra, en 1979 por Mike Score, Frank Maudsley y Ali Score. Mike, que anteriormente era peluquero, compró un sintetizador MS-10 de segunda mano e invitó a sus amigos a formar la banda. Frank tocaba el bajo y Ali la batería, incluso sin experiencia previa.
Después de probar con seis guitarristas, Willie Woo se unió a la banda y contrató a Mark Edmondson para reemplazar a Ali en la batería. Sin embargo, los hermanos Score se pelearon y Mark Edmondson se fue. Ali regresó a la banda y poco después Woo se fue, siendo reemplazado por Paul Reynolds, un adolescente de 17 años que era amigo de Mark Edmondson.
La banda comenzó a tocar en clubes locales y finalmente consiguió un contrato discográfico con Jive Records. En 1981, lanzaron su primer sencillo, "Talking", producido por Bill Nelson. El sencillo fue un éxito moderado en el Reino Unido.
En 1982, la banda lanzó su segundo sencillo, "Telecommunication", que también fue producido por Bill Nelson. El sencillo fue un éxito aún mayor que el primero y se convirtió en un éxito de discoteca.
El tercer lanzamiento de la banda fue el EP "Modern Love is Automatic", que se lanzó en Estados Unidos. El EP incluía el sencillo "Telecommunication" y la canción "I Ran (So Far Away)", que se convirtió en el mayor éxito de la banda.
El álbum debut de la banda, A Flock of Seagulls, fue lanzado en 1982. El álbum fue un éxito comercial y de crítica, alcanzando el número 1 en Australia y el Top 10 en Estados Unidos y Nueva Zelanda.
El álbum fue elogiado por sus canciones new wave, que estaban influenciadas por estilos como el synthpop, el post-punk y el new romantic. La banda también fue elogiada por su imagen, que se caracterizaba por el cabello peinado hacia atrás y ropa colorida.
La banda adquirió una gran fama por el peinado de Mike Score, que según sus propias palabras surgió de un accidente, en el que antes de un show el bajista Frank Maudsley en forma de broma le pasó la mano por el pelo tirándolo hacia abajo y quedándole los costados levantados, justo en ese momento tenían que subir al escenario a tocar, quedándole el pelo a Mike de manera bizarra y llamativa, por lo que en el transcurso del concierto el público lo señalaria por su peinado. Su mánager al ver eso, le dijo que lo siguera usando, ya que había llamado mucho la atención del público.
El álbum A Flock of Seagulls fue influyente en la música pop de la década de 1980. La banda fue una de las pioneras del synthpop y ayudó a popularizar el estilo.

### 1983:Listeny el pico de popularidad
A finales de 1982, A Flock of Seagulls finalmente logró el éxito comercial en su país de origen con el sencillo "Wishing (If I Had a Photograph of You)", que alcanzó el top 10. La canción se inspiró en una relación de corta duración que el vocalista Mike Score tuvo con una chica de gira por Estados Unidos. La joven tenía una polaroid y Score le pidió que le tomara una foto. Ella dijo que si él tuviera la foto, se iría y el romance quedaría olvidado. Se separaron poco después y Score escribió la canción sobre cómo deseaba tener una foto de ella para recordarla.
El siguiente álbum, Listen, fue lanzado en 1983 y también recibió críticas positivas. El crítico de AllMusic Tom Demalon elogió el sencillo "Wishing (If I Had a Photograph of You)" como "multicapa e hipnótico" y también elogió las canciones "Nightmares" y "Transfer Affection".
La banda continuó disfrutando de un éxito comercial y de crítica en 1983. Actuaron en el Festival de Estados Unidos en mayo y en el Holleder Memorial Stadium en julio. También comenzaron a hacer giras con la banda The Police.
Se lanzaron tres sencillos más para Listen en 1983, pero sólo tuvieron un éxito moderado. La banda comenzó a perder popularidad a finales de la década de 1980, pero continúan actuando y grabando hasta el día de hoy.

### 1984:The Story of a Young Hearty la partida de Reynolds
Tras el éxito comercial de sus dos primeros álbumes, A Flock of Seagulls decidió cambiar de dirección en su tercer álbum, The Story of a Young Heart. La banda incursionó en un nuevo estilo, queriendo hacer un álbum conceptual basado en emociones, como el suicidio y el desamor.
El álbum fue producido por Steve Lovell y presentaba guitarras más acentuadas y un sonido más pulido. Las letras de las canciones fueron escritas por Mike Score, quien había perdido a un amigo cercano por suicidio. La canción "Remember David" fue escrita en honor a su amigo fallecido.
A pesar de los esfuerzos de la banda, The Story of a Young Heart no tuvo tanto éxito comercial como sus álbumes anteriores. Los sencillos "The More You Live, The More You Love" y "Never Again (The Dancer)" alcanzaron el top 40 en las listas de Estados Unidos y Reino Unido, pero "Remember David" no fue tan popular y tuvo un éxito moderado.
Durante la gira del álbum, Paul Reynolds, el guitarrista de la banda, comenzó a involucrarse con las drogas, lo cual le trajo por consecuencia problemas de estrés y ansiedad. Sus problemas con las drogas empeoraron y acabó dejando la banda a mitad de gira. La gira terminó temprano y la banda estuvo sin guitarrista por un tiempo.
La partida de Reynolds fue un duro golpe para A Flock of Seagulls. Se mudaron a Pensilvania, pero no lograron revertir la mala suerte con su tercer álbum.

### 1985-1986: Nueva formación,Dream Come Truey pausa
Después de la partida de Paul Reynolds, A Flock of Seagulls sufrió una renovación. Gary Steadman, ex guitarrista de Classix Nouveaux, fue contratado para reemplazar a Reynolds. Chris Chryssaphis, teclista, también se unió a la banda. Con la nueva formación, la banda grabó su cuarto álbum, Dream Come True. El álbum fue lanzado en 1985 en el Reino Unido y en 1986 en Estados Unidos. Dream Come True fue un fracaso comercial. Las críticas fueron negativas y algunos críticos calificaron las canciones de "sin vida" e "ineficaces", tras lo cual la banda se separó en 1986 tras el fracaso del álbum.

### 1988-1998: Varias formaciones yThe Light at the End of the World
Después de disolverse en 1986, A Flock of Seagulls pasó por varios cambios de formación. En 1988, Mike Score, el único miembro que quedaba de la formación clásica, formó una nueva banda con músicos locales de Filadelfia. Esta formación lanzó el sencillo "Magic" en 1989.
En 1994, Score formó una nueva banda con Ed Berner, A.J. Mazzetti y Dean Pichette. Esta formación grabó el álbum The Light at the End of the World, lanzado únicamente en Estados Unidos en 1995.
El álbum fue un fracaso comercial y de crítica. Los críticos lo llamaron "tedioso" y "vergonzoso", mientras que los fanáticos afirmaron que fue "mal interpretado". Score dijo que el álbum fue un intento fallido de llevar a la banda a la era grunge, que dominaba la música popular en ese momento.

### 1998-2018: años de gira yAscension
Después de disolverse en 1986, A Flock of Seagulls pasó por varios cambios de formación. En 1998, Mike Score, el único miembro que quedaba de la formación clásica, formó una nueva banda con Joe Rodríguez, Darryl Sons y Rob Wright.
En 1999, la banda volvió a grabar la canción de Madonna "This Used to Be My Playground" para el álbum tributo de Madonna de 2000, The World's Greatest 80s Tribute.
En noviembre de 2003, la formación original de la banda se reunió para una actuación única en la serie Bands Reunited de VH1. En septiembre de 2004, se reformaron nuevamente y realizaron una breve gira por Estados Unidos.
En 2008, realizaron otra gira de un mes por Estados Unidos junto a Belinda Carlisle, The Human League, ABC y Dead or Alive.
En 2013, Mike Score lanzó una carrera en solitario. Lanzó los sencillos "All I Wanna Do" y "Somebody Like You".
En 2016, Kevin Rankin reemplazó a Michael Brahm en la batería. En diciembre de 2017, Gordon Deppe, de la banda canadiense Spoons, reemplazó a Joe Rodríguez.
En 2018, los cuatro miembros originales de la banda se reunieron para grabar un nuevo álbum, titulado Ascension. El álbum fue lanzado en julio de 2018 y recibió críticas positivas.
Desde el lanzamiento del álbum, Mike Score expresó su deseo de reunir la formación original para una gira.

### 2019-presente:InflightyString Theory
En 2019, los miembros originales de A Flock of Seagulls se reunieron para grabar un nuevo álbum, titulado Inflight (The Extended Essentials). El álbum fue lanzado el 12 de julio de 2019 y contó con versiones extendidas de algunos de los mayores éxitos de la banda, como "I Ran (So Far Away)", "Space Age Love Song" y "Wishing (If I Had a Photograph of You)".
Ese mismo año, Mike Score reveló en una entrevista con la revista Classic Pop que estaba trabajando en un nuevo álbum en solitario, titulado Space Boy. Sin embargo, el álbum aún no tiene fecha de lanzamiento.
En 2021, la banda anunció que lanzarían un nuevo álbum orquestal, titulado String Theory. El álbum fue lanzado el 20 de agosto de 2021 y contó con versiones orquestales de algunos de los mayores éxitos de la banda, como "Messages", "Remember David" y "Say You Love Me".
El primer sencillo del álbum, titulado "Say You Love Me", se lanzó el 23 de julio de 2021. El sencillo se lanzó en siete versiones diferentes y contó con un video musical publicado en YouTube.

## Legado
Si bien la banda nunca pudo recuperar el éxito que los hizo brillar en los primeros años de la década de los años 80, con el tiempo se convirtieron en un grupo de culto por el peinado de Mike Score, que apareció como cita en muchas sitcom que evocaban los años 1980. Eso ayudó a que Mike Score, que siguió presentándose bajo el nombre de A Flock of Seagulls, lograra capturar algo del interés perdido.
Debido a su estilo y apariencia memorables e inusuales, a veces se hace referencia a la banda con aprecio irónico. The New Musical Express escribió: "Por supuesto, ahora todo el mundo recuerda a este grupo por el ridículo corte de pelo peinado hacia atrás del cantante Mike Score y el hecho de que se les menciona en Pulp Fiction. Así que ahora son algo geniales, pero a principios de los 80 era una historia diferente".
La banda apareció en VH1 y en la campaña de marketing multiplataforma de 2006 de BMG Legacy Recordings de Sony "We Are the 80's". En un artículo de 2007 para The Guardian, Alfred Hickling describió al grupo como "espantoso" y los comparó desfavorablemente con sus contemporáneos del new wave, OMD y otros grupos de Liverpool de la época.
La banda también se destacó por crear un exitoso álbum conceptual, su debut, que alude a una invasión extraterrestre de la tierra. El escritor de Billboard Robert Christgau aplaudió sus "letras mecánicas, sobre un fin mecánico del mundo", al tiempo que destacó el "placer auditivo" tanto del álbum debut de la banda como del siguiente.
El escritor de Cryptic Rock Alfie Mella elogió a la banda como la "banda cartel de la música new wave" debido al peinado extravagante de sus miembros, en particular el llamado "flequillo en cascada" de su líder. También comentó que los "rasgueos de guitarra angulares y cargados de reverberación y flanger", las líneas de teclado melódicas y los lavados de sintetizador, los ritmos de batería bailables, las "líneas de bajo impulsadas por el groove" y el "estilo vocal helado y de registro bajo" definen el "sonido típico de la mitad del espectro" del género.
El vídeo de "I Ran (So Far Away)" tenía un presupuesto bajo (incluso para la época), pero disfrutó de un enorme éxito y es bien recordado en parte porque MTV lo reprodujo con frecuencia.

## Discografía

### Álbumes
- A Flock of Seagulls (1982) - #10 EE. UU., #32 Reino Unido, #26 Alemania, #32 Suecia
- Listen (1983) - #16 EE. UU., #16 Reino Unido, #14 Alemania, #44 Suecia
- The Story of a Young Heart (1984) - #66 EE. UU., #30 Reino Unido, #31 Alemania
- Dream Come True (1986)
- The Light at the End of the World (1995)
- Ascension (2018)
- String Theory (2021)

### Sencillos
| Año  | Canción                                  | UK singles | U.S. Hot 100 | U.S. Dance | U.S. Mainstream Rock | Alemania Top 50 | Álbum                         |
| ---- | ---------------------------------------- | ---------- | ------------ | ---------- | -------------------- | --------------- | ----------------------------- |
| 1981 | "(It's Not Me) Talking"                  | -          | -            | -          | -                    | -               | -                             |
| 1981 | "Telecommunication"                      | -          | -            | -          | -                    | -               | A Flock of Seagulls           |
| 1982 | "I Ran (So Far Away)"                    | 43         | 9            | 8          | 3                    | 31              | A Flock of Seagulls           |
| 1982 | "Space Age Love Song"                    | 34         | 30           | -          | -                    | -               | A Flock of Seagulls           |
| 1982 | "Wishing (If I Had a Photograph of You)" | 10         | 26           | -          | -                    | 37              | Listen                        |
| 1983 | "Nightmares"                             | 53         | -            | -          | -                    | -               | Listen                        |
| 1983 | "Transfer Affection"                     | 38         | -            | -          | -                    | -               | Listen                        |
| 1983 | "(It's Not Me) Talking" (reissue)        | 78         | -            | -          | -                    | -               | Listen                        |
| 1984 | "The More You Live, The More You Love"   | 26         | 56           | -          | 23                   | 37              | The Story of a Young Heart    |
| 1984 | "Never Again (The Dancer)"               | -          | -            | -          | -                    | -               | The Story of a Young Heart    |
| 1984 | "Remember David"                         | -          | -            | -          | -                    | -               | The Story of a Young Heart    |
| 1985 | "Who's That Girl (She's Got It)"         | 66         | -            | -          | -                    | -               | Dream Come True               |
| 1986 | "Heartbeat Like a Drum"                  | -          | -            | -          | -                    | -               | Dream Come True               |
| 1989 | "Magic"                                  | -          | -            | -          | -                    | -               | -                             |
| 1995 | "Magic" (reissue)                        | -          | -            | -          | -                    | -               | Light at the End of the World |
| 1995 | "Burnin' Up"                             | -          | -            | -          | -                    | -               | Light at the End of the World |
| 1996 | "Rainfall"                               | -          | -            | -          | -                    | -               | Light at the End of the World |
| 2000 | "Rainfall" (reissue)                     | -          | -            | -          | -                    | -               | -                             |